# Ручане-Нида
Ручане-Нида (пол. Ruciane-Nida, нем. Rudczanny-Nieden) — город в Польше, входит в Варминьско-Мазурское воеводство, Пишский повят. Имеет статус городско-сельской гмины. Занимает площадь 17,07 км². Население — 4579 человек (на 2018 год).

## Памятники
В реестр охраняемых памятников Варминьско-Мазурского воеводства занесены:
- Лютеранская церковь 1910 г.
- Коммунальное кладбище
- Вилла Р.Андерса 1907 г. с садом
- Дом 1920 г. по ул. Славянской, 16
- Хозяйственная пристройка
- Дом «Борейшувка» 1920 г.
- Комплекс лущения семян (из шишек)

- Кладбище
- Лущильня